# Serrodes callipepla
Serrodes callipepla là một loài bướm đêm trong họ Erebidae.